# AJ-60A
AJ-60A désigne un propulseur à propergol solide construit par Aerojet Rocketdyne. Il équipe actuellement certaines versions du lanceur Atlas V de United Launch Alliance.

## Développement
Le propulseur a été développé entre 1999 et 2003 pour équiper l'Atlas V. Selon Aerojet Rocketdyne, le booster pourrait également être utilisé comme étage central d'une petit lanceur ou d'un missile stratégique.
En 2015, United Launch Alliance annonce le remplacement des AJ-60A de l'Atlas V par des GEM 63, construits par Orbital ATK, pour des raisons de coût,.

## Utilisation

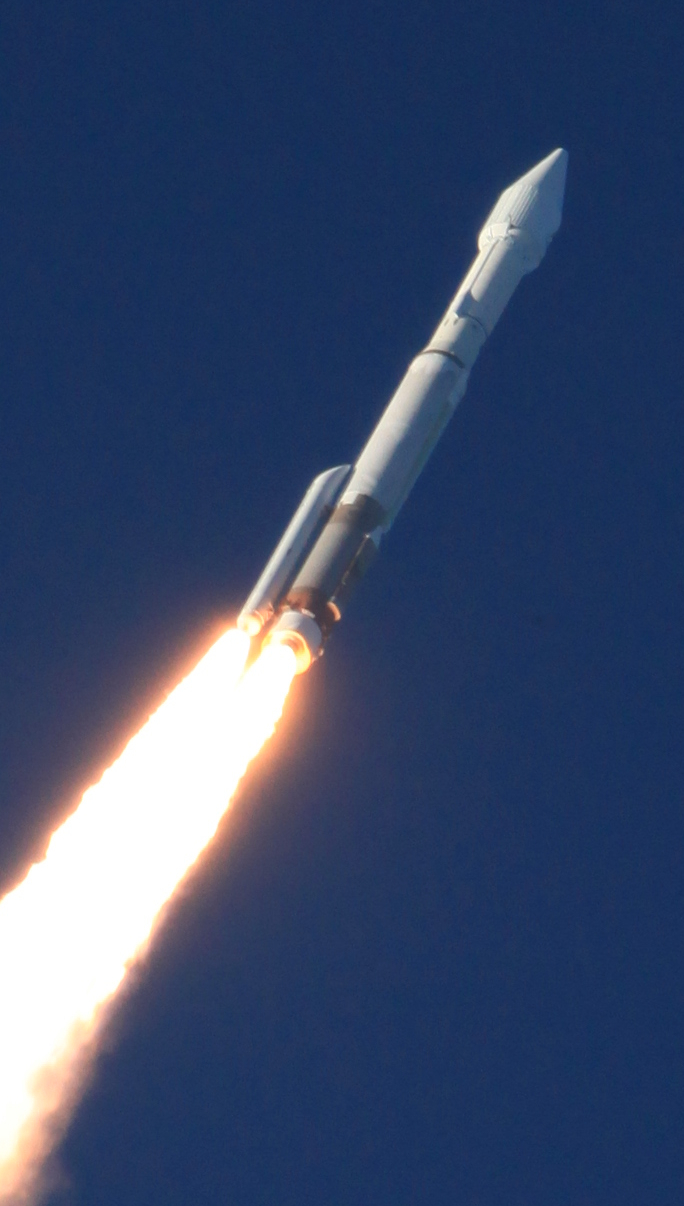
L'asymétrie est bien visible sur cette photographie du lancement d'une Atlas V 411, qui ne possède qu'un seul propulseur d'appoint, le 8 septembre 2016 (vol AV-065).

Le lanceur Atlas V peut être équipé de 0 à 5 propulseurs d'appoint AJ-60A : de 0 à 3 pour les versions 4xx avec une coiffe de 4 m, et de 0 à 5 pour les versions 5xx avec une coiffe de 5,4 m. Dans tous les cas, la disposition autour du premier étage CCB (en) est asymétrique. La fusée parvient à compenser le moment qui résulte de cette asymétrie avec l'inclinaison de 3 degrés de la tuyère des boosters d'une part, et avec les deux tuyères orientables jusqu'à 8 degrés du moteur RD-180 équipant le premier étage d'autre part.
| Versions           | Nombre | Disposition |
| ------------------ | ------ | ----------- |
| 401, 402, 501, 502 | 0      |             |
| 411, 511, 512      | 1      |             |
| 421, 521, 522      | 2      |             |
| 431, 531, 532      | 3      |             |
| 541, 542           | 4      |             |
| 551, 552           | 5      |             |

## Description
Le propulseur AJ-60A brûle du PBHT. Il est monolithique, à l'inverse des EAP d'Ariane 5 ou des SRB de la navette spatiale américaine qui sont constitués de plusieurs segments. Il s'agit d'ailleurs du plus grand propulseur monolithique actuellement en production.
L'enveloppe est en fibres de carbone, tandis que la tuyère est fabriquée en matériaux composites phénoliques.
La version équipant Atlas V dispose d'une coiffe inclinée vers l'étage central, mais le moteur est également disponible avec une coiffe droite ou sans coiffe.

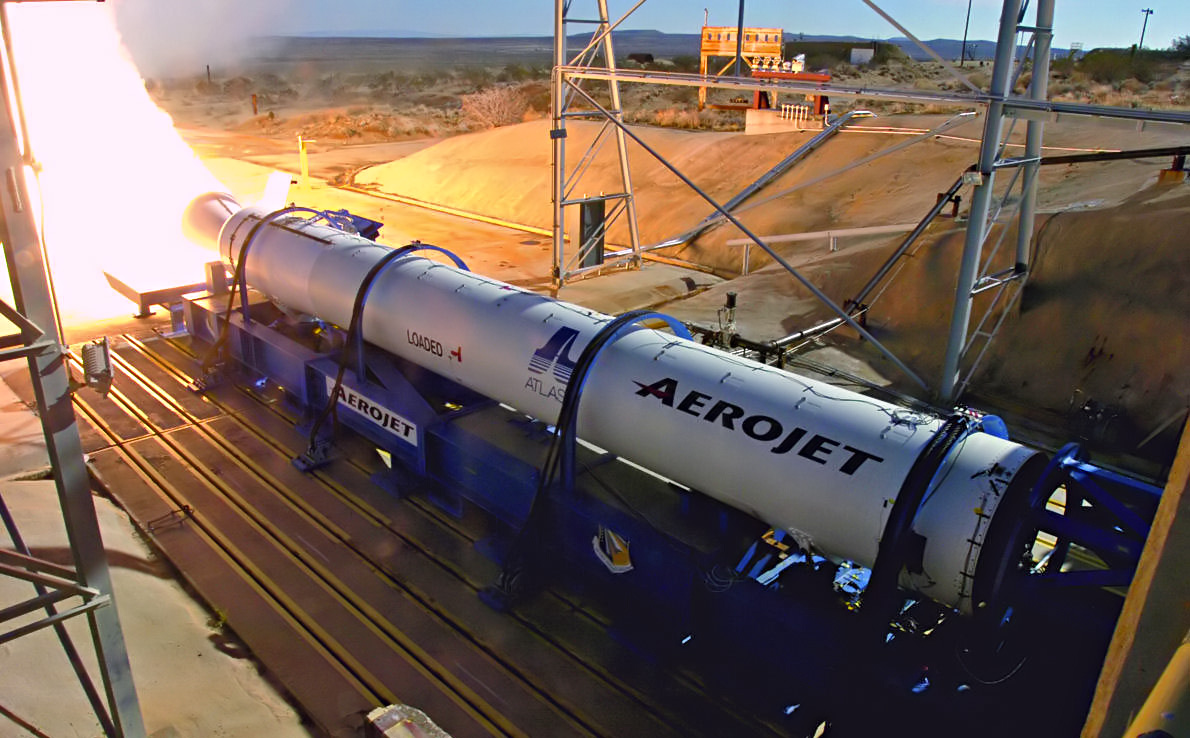
Test statique d'un booster AJ-60B au Air Force Research Laboratory.
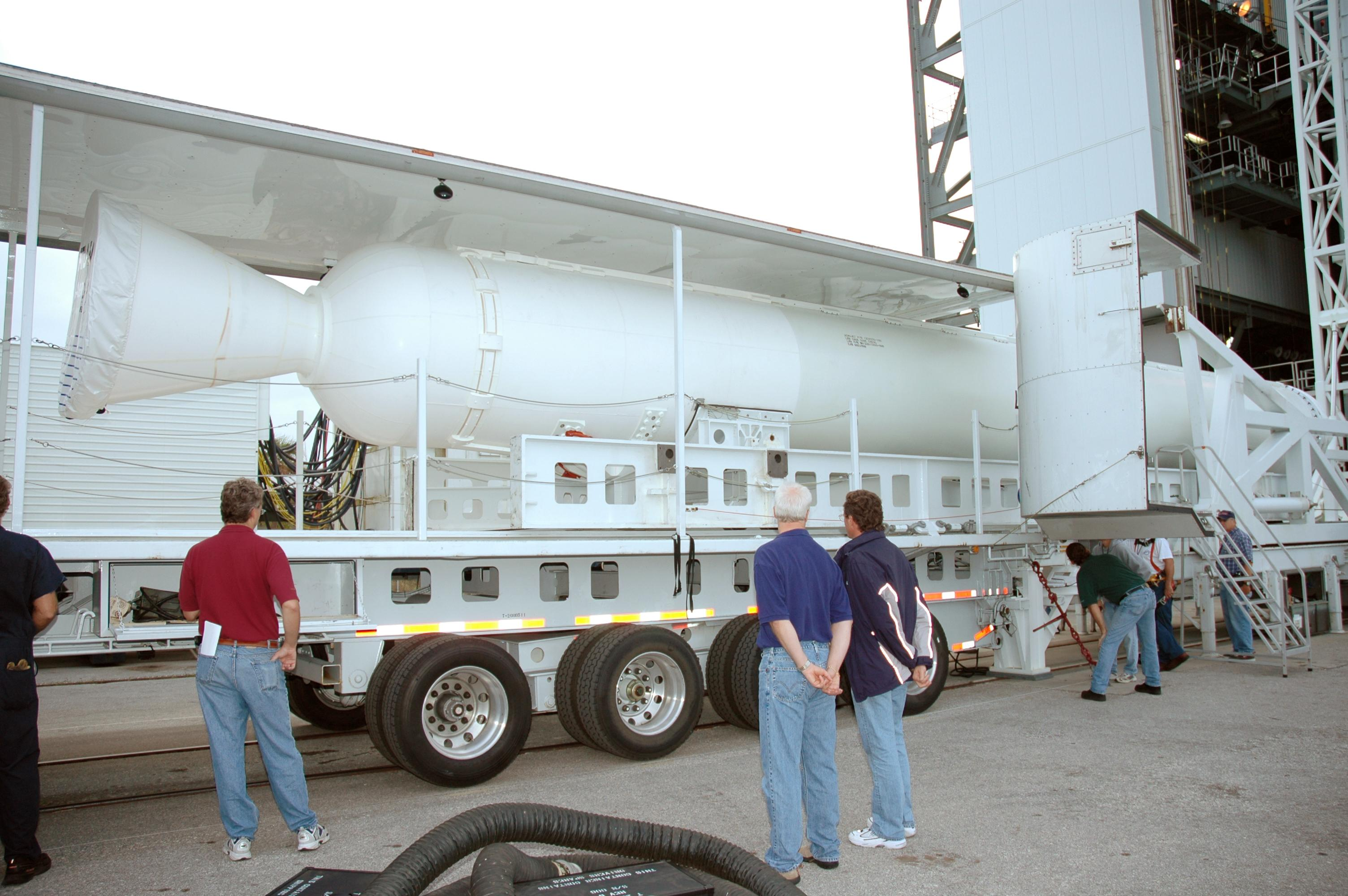
AJ-60A transporté par camion avant d'être attaché à une Atlas V 551 pour lancer New Horizons.
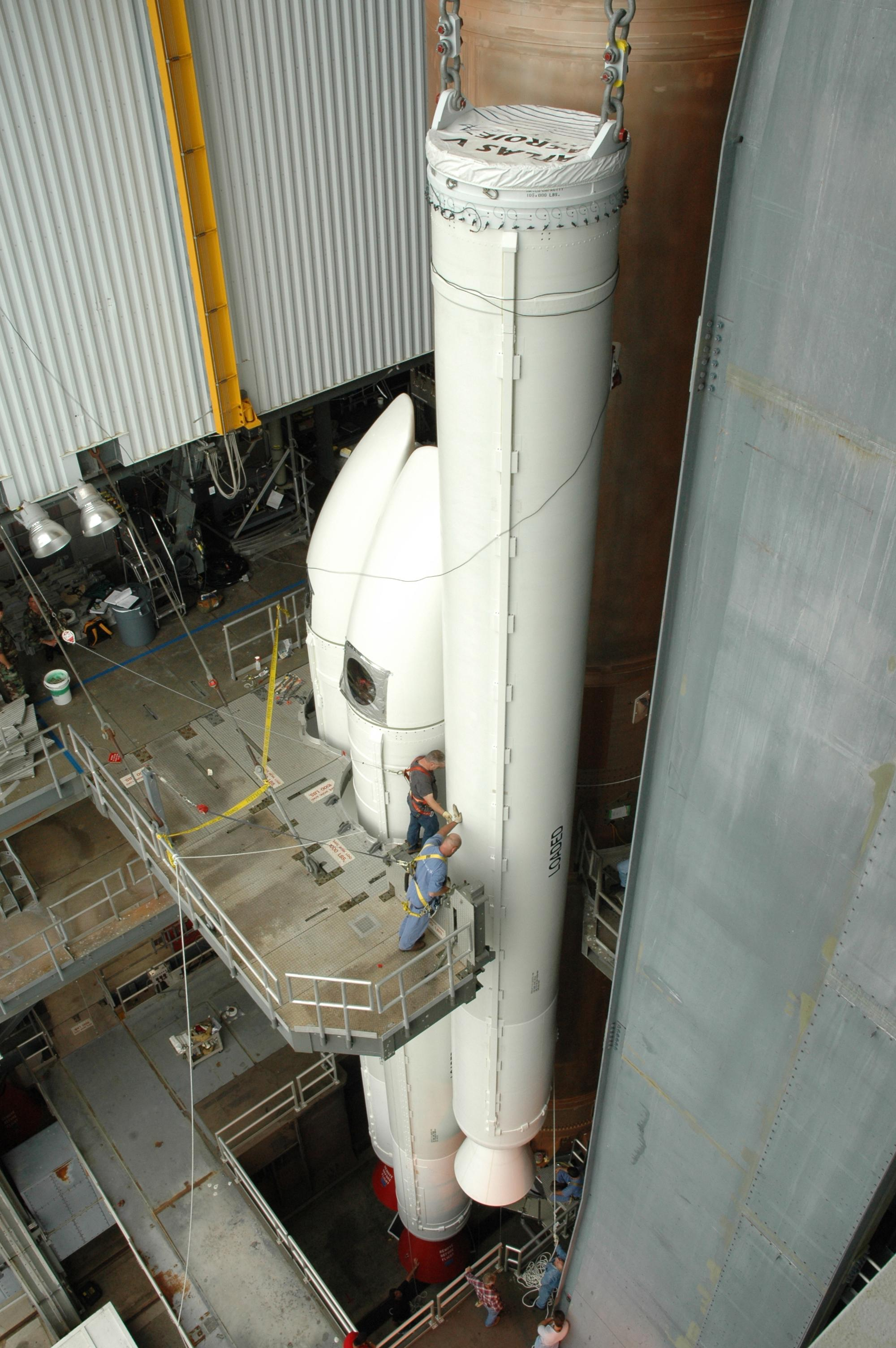
Installation à la verticale d'un AJ-60A sans coiffe.